# ستسوکو، شاهدخت چیچیبو
ستسوکو، شاهدخت چیچیبو (به ژاپنی: 雍仁親王妃勢津子, Yasuhito Shinnōhi Setsuko Chichibu); ۹ سپتامبر ۱۹۰۹ – ۲۵ اوت ۱۹۹۵) شاهدخت، همسر دومین پسر امپراتور تایشو، یاسوهیتو، شاهزاده چیچیبو زادهٔ شهر واتون-آن-تیمز بریتانیا بود.
او نوه ماتسودایرا کاتاموری ارباب آیزو بود.